# 多穗薑
多穗薑（学名：Zingiber pleiostachyum）为薑科薑屬下的一个种。